# 24-Stunden-Rennen von Le Mans 2007

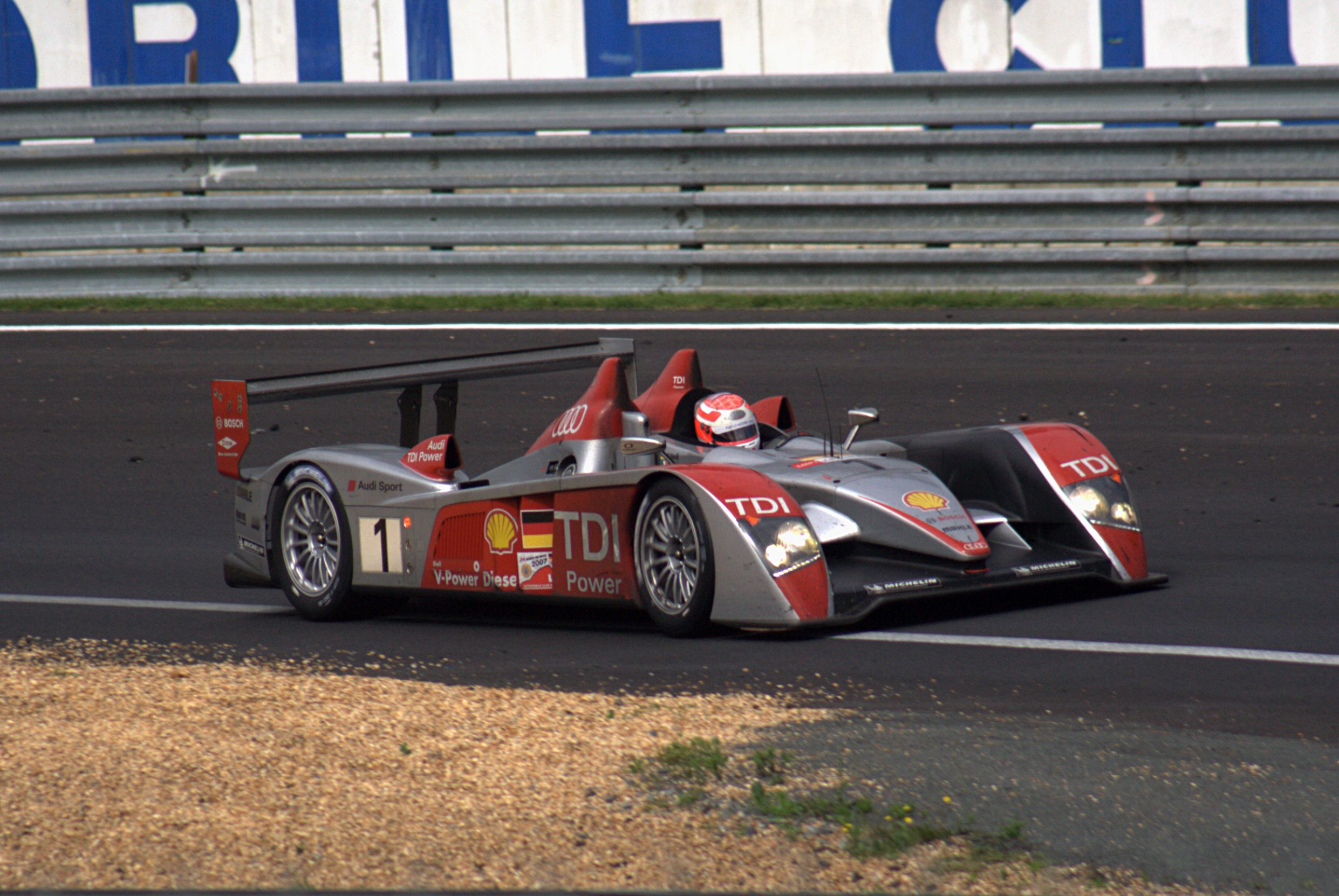
Audi R10 TDI; der Siegerwagen mit Marco Werner am Steuer während des Rennens

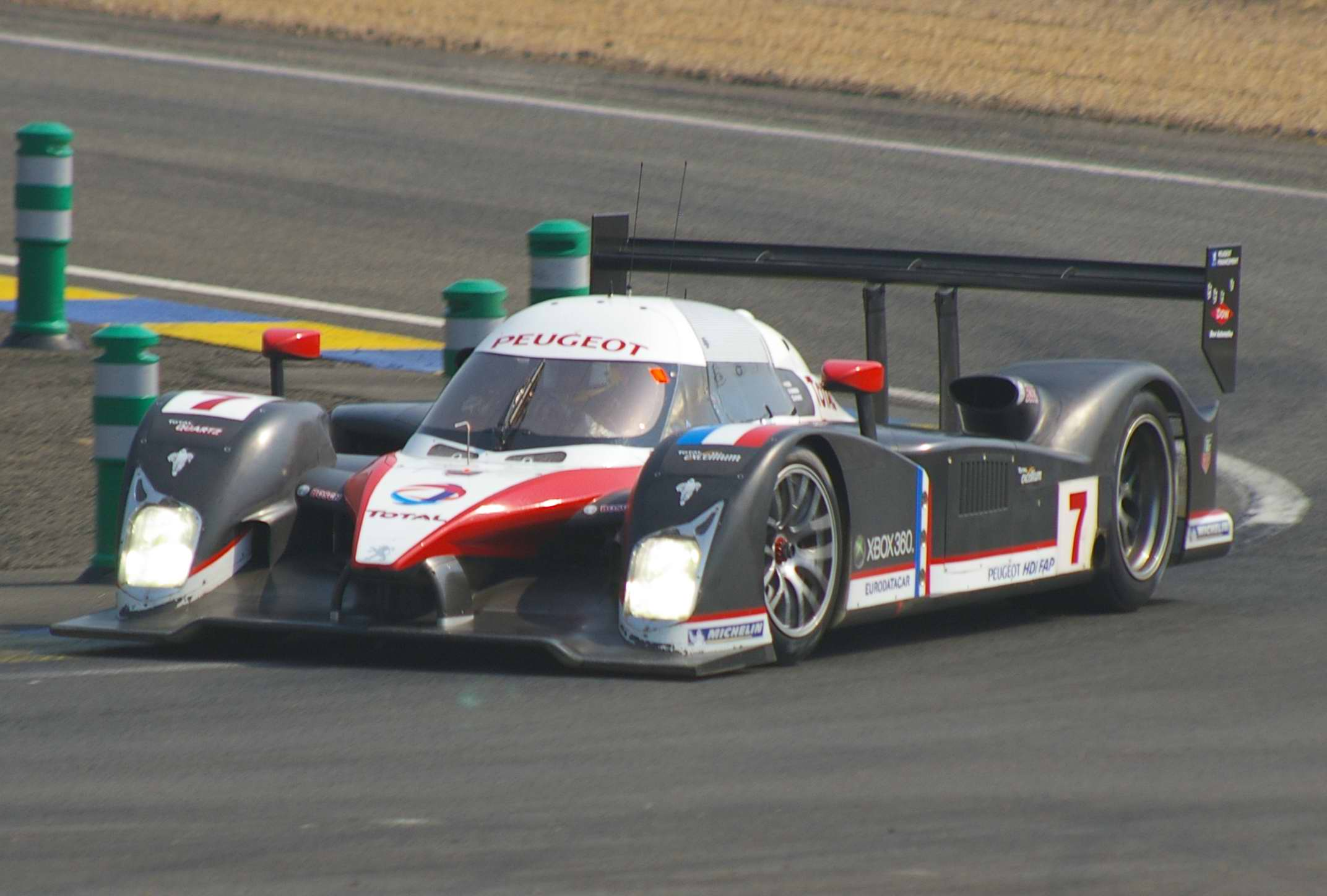
Jacques Villeneuve im Peugeot 908 HDi FAP

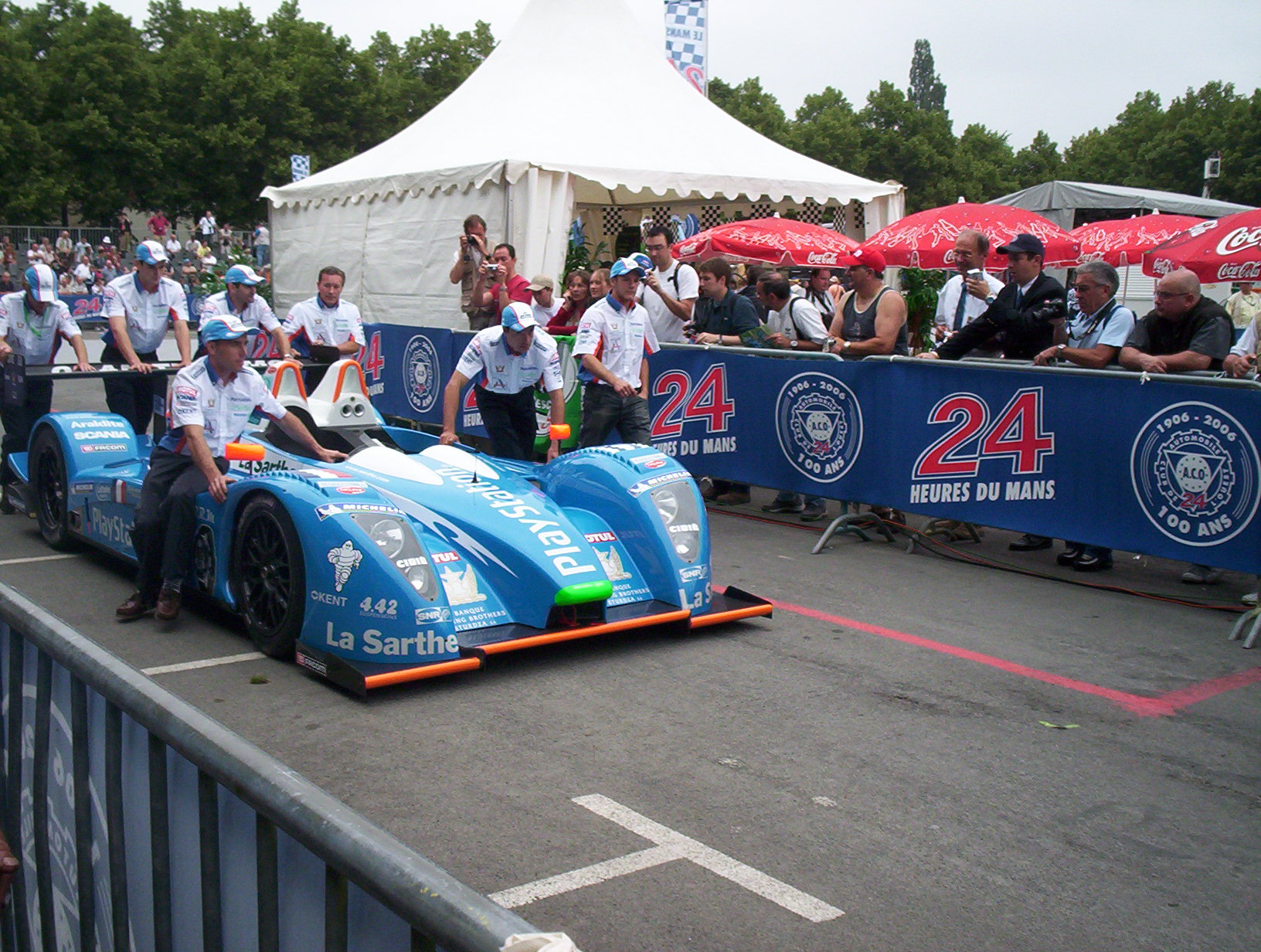
Ein Pescarolo 01 bei der technischen Abnahme

Das 75. 24-Stunden-Rennen von Le Mans, der 75e Grand Prix d’Endurance les 24 Heures du Mans, auch 24 Heures Du Mans, Le Mans, fand vom 16. bis 17. Juni 2007 auf dem Circuit des 24 Heures statt.

## Das Rennen
2007 erhielt Audi, wo mit dem R10 TDI weiterhin das Dieselkonzept verfolgt wurde, mit der Werksmannschaft von Peugeot einen neuen Gegner. Entwickelt von Peugeot Sport, wurde der Peugeot 908 HDi FAP im September 2006 auf dem Pariser Automobilsalon erstmals als Modell präsentiert. Der Rennwagen wurde durch einen V12-Dieselmotor mit 5,5-Liter-Hubraum und einem Öffnungswinkel von 100° angetrieben. Damit leistete er etwa 515 kW (700 PS) und entwickelte ein maximales Drehmoment von 1.200 Nm. Das FAP-Dieselpartikelfiltersystem wurde aus der Serienproduktion entnommen. Die Testarbeit hatte der erfahrene Éric Hélary übernommen, der in Le Mans Ersatzfahrer war. Für das Rennen wurden zwei Prototypen gemeldet, die von Stéphane Sarrazin, Pedro Lamy, Sébastien Bourdais, Nicolas Minassian, Marc Gené und dem kanadischen Formel-1-Rennfahrer von 2007 Jacques Villeneuve pilotiert wurden. Auch bei Henri Pescarolo kam mit dem 01 ein neues Rennfahrzeug zum Einsatz.
Im Rennen konnten die Peugeots von Beginn an das Tempo der Audi nicht mitgehen und musste am Sonntagnachmittag den Ausfall des Wagens mit der Nummer sieben nach einem Motorschaden hinnehmen. Auch Audi verlor zwei Fahrzeuge. Mike Rockenfeller hatte am Samstag bei einsetzendem Regen einen Unfall und dabei den Wagen nachhaltig zerstört. Um 7 Uhr in der Früh am Sonntag verlor Rinaldo Capello im Audi mit der Nummer 2 bei der Anfahrt zur Indianapolis-Kurve ein Rad und musste ebenfalls aufgeben.
Beim zweiten Peugeot war der Motor knapp vor Schluss ebenfalls schon defekt, sodass Bourdais zehn Minuten vor der Start-und-Ziel-Geraden auf die Zielflagge wartete, von Reglement eigentlich verboten, aber die Offiziellen drückten ein Auge zu.
Im Ziel hatte dieser Peugeot, an der zweiten Stelle gewertet, zehn Runden Rückstand auf den Audi von Marco Werner, Emanuele Pirro und Frank Biela, die ihren Vorjahressieg wiederholen konnten.

## Ergebnisse

### Piloten nach Nationen
| 35 Franzosen  | 34 Briten    | 11 US-Amerikaner | 8 Italiener  | 8 Niederländer |
| 7 Deutsche    | 7 Japaner    | 7 Schweizer      | 6 Dänen      | 6 Österreicher |
| 5 Tschechen   | 4 Kanadier   | 4 Schweden       | 4 Spanier    | 3 Brasilianer  |
| 3 Portugiesen | 2 Monegassen | 2 Russen         | 1 Australier | 1 Belgier      |
| 1 Finne       | 1 Malaye     | 1 Mexikaner      | 1 Saudi      |                |

### Schlussklassement
| Pos.            | Klasse | Nr. | Team                                | Fahrer                                                        | Chassis                     | Motor                             | Reifen | Runden |
| --------------- | ------ | --- | ----------------------------------- | ------------------------------------------------------------- | --------------------------- | --------------------------------- | ------ | ------ |
| 1               | LMP1   | 1   | Audi Sport North America            | Marco Werner Emanuele Pirro Frank Biela                       | Audi R10 TDI                | Audi TDI 5.5L Turbo V12 Diesel    | M      | 369    |
| 2               | LMP1   | 8   | Team Peugeot Total                  | Stéphane Sarrazin Pedro Lamy Sébastien Bourdais               | Peugeot 908 HDi FAP         | Peugeot HDi 5.5L Turbo V12 Diesel | M      | 359    |
| 3               | LMP1   | 16  | Pescarolo Sport                     | Emmanuel Collard Jean-Christophe Boullion Romain Dumas        | Pescarolo 01                | Judd GV5.5 S2 5.5L V10            | M      | 358    |
| 4               | LMP1   | 18  | Rollcentre Racing                   | Stuart Hall João Barbosa Martin Short                         | Pescarolo 01                | Judd GV5.5 S2 5.5L V10            | D      | 347    |
| 5               | GT1    | 009 | Aston Martin Racing                 | David Brabham Darren Turner Rickard Rydell                    | Aston Martin DBR9           | Aston Martin 6.0L V12             | M      | 343    |
| 6               | GT1    | 63  | Corvette Racing                     | Johnny O’Connell Jan Magnussen Ron Fellows                    | Chevrolet Corvette C6.R     | Chevrolet LS7-R 7.0L V8           | M      | 342    |
| 7               | GT1    | 008 | Aston Martin Racing Larbre          | Christophe Bouchut Fabrizio Gollin Casper Elgaard             | Aston Martin DBR9           | Aston Martin 6.0L V12             | M      | 341    |
| 8               | LMP1   | 15  | Charouz Racing System               | Jan Charouz Stefan Mücke Alex Yoong                           | Lola B07/17                 | Judd GV5.5 S2 5.5L V10            | M      | 338    |
| 9               | GT1    | 007 | Aston Martin Racing                 | Johnny Herbert Peter Kox Tomáš Enge                           | Aston Martin DBR9           | Aston Martin 6.0L V12             | M      | 337    |
| 10              | GT1    | 54  | Team Oreca                          | Laurent Groppi Nicolas Prost Jean-Philippe Belloc             | Saleen S7-R                 | Ford 7.0L V8                      | M      | 337    |
| 11              | GT1    | 100 | BMS Scuderia Italia                 | Fabio Babini Jamie Davies Matteo Malucelli                    | Aston Martin DBR9           | Aston Martin 6.0L V12             | P      | 336    |
| 12              | GT1    | 72  | Luc Alphand Aventures               | Luc Alphand Jérôme Policand Patrice Goueslard                 | Chevrolet Corvette C6.R     | Chevrolet LS7-R 7.0L V8           | M      | 327    |
| 13              | LMP1   | 17  | Pescarolo Sport                     | Harold Primat Christophe Tinseau Benoît Tréluyer              | Pescarolo 01                | Judd GV5.5 S2 5.5L V10            | M      | 325    |
| 14              | GT1    | 67  | Convers MenX Racing                 | Alexey Vasilyev Tomáš Kostka Robert Pergl                     | Ferrari 550 GTS Maranello   | Ferrari F133 5.9L V12             | P      | 322    |
| 15              | GT2    | 76  | IMSA Performance Matmut             | Raymond Narac Richard Lietz Patrick Long                      | Porsche 997 GT3-RSR         | Porsche 3.8L Flat-6               | M      | 320    |
| 16              | GT1    | 55  | Team Oreca                          | Stéphane Ortelli Soheil Ayari Nicolas Lapierre                | Saleen S7-R                 | Ford 7.0L V8                      | M      | 318    |
| 17              | GT1    | 59  | Team Modena                         | Antonio García Jos Menten Christian Fittipaldi                | Aston Martin DBR9           | Aston Martin 6.0L V12             | M      | 318    |
| 18              | LMP2   | 31  | Binnie Motorsports                  | William Binnie Allen Timpany Chris Buncombe                   | Lola B05/42                 | Zytek ZG348 3.4L V8               | K      | 318    |
| 19              | GT2    | 99  | Risi Competizione                   | Tracy Krohn Niclas Jönsson Colin Braun                        | Ferrari F430 GT             | Ferrari F136 4.0L V8              | M      | 314    |
| 20              | LMP1   | 19  | Chamberlain-Synergy Motorsport      | Gareth Evans Bob Berridge Peter Owen                          | Lola B06/10                 | AER P32T 4.0L Turbo V8            | M      | 310    |
| 21              | GT2    | 93  | Autorlando Sport                    | Pierre Ehret Lars-Erik Nielsen Allen Simonsen                 | Porsche 997 GT3-RSR         | Porsche 3.8L Flat-6               | P      | 309    |
| 22              | GT2    | 78  | AF Corse                            | Joe Macari Ben Aucott Adrian Newey                            | Ferrari F430 GT             | Ferrari F136 4.0L V8              | M      | 308    |
| 23              | GT2    | 82  | Team LNT                            | Lawrence Tomlinson Richard Dean Rob Bell                      | Panoz Esperante GT-LM       | Élan 5.0L V8                      | P      | 308    |
| 24              | GT1    | 73  | Luc Alphand Aventures               | Jean-Luc Blanchemain Didier André Vincent Vosse               | Chevrolet Corvette C5-R     | Chevrolet LS7-R 7.0L V8           | M      | 306    |
| 25              | LMP1   | 14  | Racing for Holland                  | Jan Lammers Jeroen Bleekemolen David Hart                     | Dome S101.5                 | Judd GV5.5 S2 5.5L V10            | M      | 305    |
| 26              | LMP1   | 12  | Courage Compétition                 | Alexander Frei Jonathan Cochet Bruno Besson                   | Courage LC70                | AER P32T 3.6L Turbo V8            | M      | 304    |
| 27              | LMP2   | 33  | Barazi-Epsilon                      | Adrián Fernández Haruki Kurosawa Robbie Kerr                  | Zytek 07S/2                 | Zytek ZG348 3.4L V8               | M      | 301    |
| 28              | GT1    | 70  | PSI Experience                      | Claude-Yves Gosselin David Hallyday Philipp Peter             | Chevrolet Corvette C6.R     | Chevrolet LS7-R 7.0L V8           | P      | 289    |
| 29              | GT1    | 006 | Aston Martin Racing Larbre          | Patrick Bornhauser Roland Bervillé Gregor Fisken              | Aston Martin DBR9           | Aston Martin 6.0L V12             | M      | 272    |
| Ausgefallen     |        |     |                                     |                                                               |                             |                                   |        |        |
| 30              | LMP1   | 7   | Team Peugeot Total                  | Nicolas Minassian Jacques Villeneuve Marc Gené                | Peugeot 908 HDi FAP         | Peugeot HDi 5.5L Turbo V12 Diesel | M      | 338    |
| 31              | LMP1   | 2   | Audi Sport North America            | Tom Kristensen Allan McNish Rinaldo Capello                   | Audi R10 TDI                | Audi TDI 5.5L Turbo V12 Diesel    | M      | 262    |
| 32              | LMP2   | 32  | Barazi-Epsilon                      | Juan Barazi Michael Vergers Karim Ojjeh                       | Zytek 07S/2                 | Zytek ZG348 3.4L V8               | M      | 252    |
| 33              | GT2    | 83  | G.P.C. Sport                        | Matthew Marsh Carl Rosenblad Jesús Diéz Villaroel             | Ferrari F430 GT             | Ferrari F136 4.0L V8              | P      | 252    |
| 34              | LMP2   | 25  | Ray Mallock Ltd.                    | Mike Newton Andy Wallace Thomas Erdos                         | MG-Lola EX264               | AER P07 2.0L Turbo I4             | M      | 251    |
| 35              | GT2    | 87  | Scuderia Ecosse                     | Chris Niarchos Tim Mullen Andrew Kirkaldy                     | Ferrari F430 GT             | Ferrari F136 4.0L V8              | P      | 241    |
| 36              | LMP2   | 35  | Saulnier Racing                     | Jacques Nicolet Alain Filhol Bruce Jouanny                    | Courage LC75                | AER P07 2.0L Turbo I4             | M      | 224    |
| 37              | GT2    | 97  | Risi Competizione                   | Mika Salo Johnny Mowlem Jaime Melo                            | Ferrari F430 GT             | Ferrari F136 4.0L V8              | M      | 223    |
| 38              | LMP2   | 24  | Noël del Bello Racing               | Vitaly Petrov Romain Iannetta Liz Halliday                    | Courage LC75                | AER P07 2.0L Turbo I4             | M      | 198    |
| 39              | LMP1   | 13  | Courage Compétition                 | Jean-Marc Gounon Guillaume Moreau Stefan Johansson            | Courage LC70                | AER P32T 3.6L Turbo V8            | M      | 175    |
| 40              | GT2    | 85  | Spyker Squadron                     | Andrea Belicchi Andrea Chiesa Alex Caffi                      | Spyker C8 Spyder GT2-R      | Audi 3.8L V8                      | M      | 145    |
| 41              | LMP2   | 40  | Quifel ASM Team Racing for Portugal | Miguel Amaral Warren Hughes Miguel Ángel de Castro            | Lola B05/40                 | AER P07 2.0L Turbo I4             | D      | 137    |
| 42              | LMP2   | 20  | Pierre Bruneau                      | Marc Rostan Chris MacAllister Gavin Pickering                 | Pilbeam MP93                | Judd XV675 3.4L V8                | M      | 126    |
| 43              | GT2    | 80  | Flying Lizard Motorsports           | Johannes van Overbeek Seth Neiman Jörg Bergmeister            | Porsche 997 GT3-RSR         | Porsche 3.8L Flat-6               | M      | 124    |
| 44              | LMP2   | 44  | Kruse Motorsport                    | Tony Burgess Jean De Pourtales Norbert Siedler                | Pescarolo 01                | Judd XV675 3.4L V8                | K      | 98     |
| 45              | GT2    | 86  | Spyker Squadron                     | Jaroslav Janiš Mike Hezemans Jonny Kane                       | Spyker C8 Spyder GT2-R      | Audi 3.8L V8                      | M      | 70     |
| 46              | GT2    | 71  | Seikel Motorsport                   | Horst Felbermayr senior Horst Felbermayr junior Philip Collin | Porsche 997 GT3-RSR         | Porsche 3.8L Flat-6               | Y      | 68     |
| 47              | LMP1   | 5   | Swiss Spirit                        | Marcel Fässler Jean-Denis Delétraz Iradj Alexander            | Lola B07/10                 | Audi 3.6L Turbo V8                | M      | 62     |
| 48              | GT2    | 81  | Team LNT                            | Tom Kimber-Smith Danny Watts Tommy Milner                     | Panoz Esperante GT-LM       | Élan 5.0L V8                      | P      | 60     |
| 49              | LMP2   | 29  | T2M Motorsport                      | Robin Longechal Yutaka Yamagishi Yōjirō Terada                | Dome S101.5                 | Mader 3.4L V8                     | M      | 56     |
| 50              | LMP1   | 9   | Creation Autosportif Ltd.           | Jamie Campbell-Walter Shinji Nakano Felipe Ortiz              | Creation CA07               | Judd GV5.5 S2 5.5L V10            | D      | 55     |
| 51              | LMP1   | 3   | Audi Sport Team Joest               | Lucas Luhr Mike Rockenfeller Alexandre Prémat                 | Audi R10 TDI                | Audi TDI 5.5L Turbo V12 Diesel    | M      | 23     |
| 52              | GT1    | 64  | Corvette Racing                     | Oliver Gavin Olivier Beretta Max Papis                        | Chevrolet Corvette C6.R     | Chevrolet LS7-R 7.0L V8           | M      | 22     |
| 53              | LMP2   | 21  | Team Bruichladdich Radical          | Tim Greaves Stuart Moseley Robin Liddell                      | Radical SR9                 | AER P07 2.0L Turbo I4             | D      | 16     |
| 54              | GT1    | 53  | JLOC Isao Noritake                  | Kōji Yamanishi Atsushi Yogō Marco Apicella                    | Lamborghini Murciélago R-GT | Lamborghini L535 6.0L V12         | Y      | 1      |
| Nicht gestartet |        |     |                                     |                                                               |                             |                                   |        |        |
| 55              | LMP1   | 10  | Arena International Motorsport      | Stefan Johansson Hayanari Shimoda Tom Chilton                 | Zytek 07S/2                 | Zytek ZG348 3.4L V8               |        | 1      |

1 Unfall am Testtag

### Nur in der Meldeliste
Hier finden sich Teams, Fahrer und Fahrzeuge die ursprünglich für das Rennen gemeldet waren, aber aus den unterschiedlichsten Gründen daran nicht teilnahmen.
| Pos. | Klasse | Nr. | Team                    | Fahrer                             | Chassis               | Motor                | Reifen |
| ---- | ------ | --- | ----------------------- | ---------------------------------- | --------------------- | -------------------- | ------ |
| 56   | LMP2   | 22  | Rollcentre Racing       |                                    | Radical SR9           | Judd XV675 3.4L V8   | D      |
| 57   | GT2    | 77  | Team Felbermayr-Proton  | Marc Lieb Xavier Pompidou          | Porsche 997 GT3-RSR   | Porsche 3.8L Flat-6  | M      |
| 58   | GT2    | 84  | Chad Peninsula Panoz    |                                    | Panoz Esperante GT-LM | Élan 5.0L V8         | M      |
| 59   | GT2    | 86  | IMSA Performance Matmut | Bruno Derlot Vanina Ickx           | Porsche 997 GT3-RSR   | Porsche 3.8L Flat-6  | M      |
| 60   | GT2    | 90  | Petersen Motorsports    | Tim Bergmeister Memo Gidley        | Ferrari F430 GT       | Ferrari F136 4.0L V8 | M      |
| 61   | GT2    | 92  | Thierry Perrier         | Thierry Perrier                    | Porsche 997 GT3-RSR   | Porsche 3.8L Flat-6  | M      |
| 62   | GT2    | 98  | Ice Pol Racing Team     | Christian Lefort Yves Lambert      | Ferrari F430 GT       | Ferrari F136 4.0L V8 | P      |
| 63   | GT2    | 99  | JMB Racing              | Ben Aucott Joe Macari Adrian Newey | Ferrari F430 GT       | Ferrari F136 4.0L V8 | P      |

### Klassensieger
| Klasse | Fahrer         | Fahrer         | Fahrer         | Fahrzeug            | Platzierung im Gesamtklassement |
| ------ | -------------- | -------------- | -------------- | ------------------- | ------------------------------- |
| LMP1   | Marco Werner   | Emanuele Pirro | Frank Biela    | Audi R10 TDI        | Gesamtsieg                      |
| LMP2   | William Binnie | Allan Timpany  | Chris Buncombe | Lola B05/42         | Rang 18                         |
| GT1    | David Brabham  | Rickard Rydell | Darren Turner  | Aston Martin DBR9   | Rang 5                          |
| GT2    | Raymond Narac  | Richard Lietz  | Patrick Long   | Porsche 997 GT3-RSR | Rang 15                         |

### Renndaten
- Gemeldet: 63
- Gestartet: 54
- Gewertet: 29
- Rennklassen: 4
- Zuschauer: 250.952
- Ehrenstarter des Rennens: unbekannt
- Wetter am Rennwochenende: warm, Regenschauer
- Streckenlänge: 13,629 km
- Fahrzeit des Siegerteams: 24:02:42.628 Stunden
- Runden des Siegerteams: 369
- Distanz des Siegerteams: 5029,101 km
- Siegerschnitt: 209,152 km/h
- Pole Position: Sébastien Bourdais – Peugeot 908 HDi FAP (#8) – 3:26.344 = 226,806 km/h
- Schnellste Rennrunde: Allan McNish – Audi T10 TDI (#2) – 3:27,176
- Rennserie: zählte zu keiner Rennserie